# دوريان (إعصار مداري)
إعصار دوريان (بالإنجليزية: Hurricane Dorian)‏ هو إعصار استوائي نشط يهدد حاليًا في جزر البهاما وجنوب شرق الولايات المتحدة. وهو أول إعصار رئيسي في موسم أعاصير الأطلسي لعام 2019، تطورت دوريان من موجة استوائية في وسط المحيط الأطلسي. تشكلت العاصفة كإعصار مداري في 24 أغسطس وتطورت إلى إعصار من الفئة الأولى بحلول 28 أغسطس.
في الفترة من 26-28 أغسطس، أثرت العاصفة على الدول والأقاليم الكاريبية التي دمرها إعصار إيرما وإعصار ماريا في عام 2017. واتخذت تدابير وقائية واسعة النطاق لتخفيف الأضرار، وخاصة في بورتوريكو. توفي شخص واحد في بورتوريكو أثناء إعداد منزله للعاصفة. أثرت الرياح المدمرة بشكل أساسي على جزر العذراء حيث بلغت سرعة الرياح 111 ميل/س (179 كم/س). خارج هذه المناطق، كانت الآثار الإجمالية بسيطة نسبيًا.

## روابط خارجية
- المركز الوطني للأعاصير (NHC) advisory archive on Hurricane Dorian